# Arrondissement d'Ortelsbourg

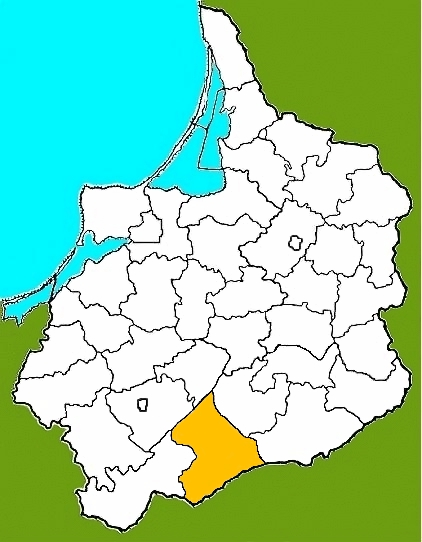
Localisation en Prusse-Orientale

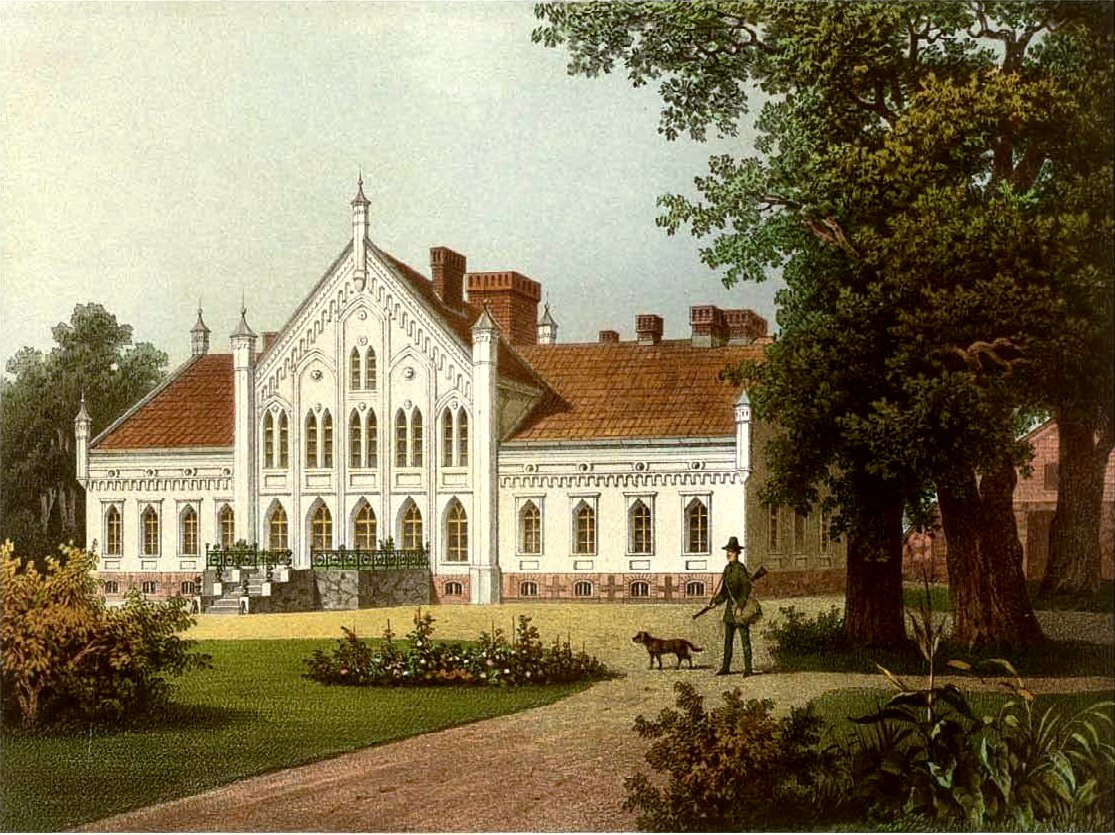
Manoir de Jablonken vers 1860, Collection Alexander Duncker

L'arrondissement d'Ortelsbourg est un arrondissement prussien du district de Königsberg (plus tard Allenstein) de la province de Prusse-Orientale. Le siège de l'administration de l'arrondissement est la ville d'Ortelsbourg, les autres villes sont Passenheim et Wyseggen (de). L'arrondissement, situé au sud de la province, existe de 1818 à 1945. Aujourd'hui, le territoire appartient principalement au powiat polonais de Szczytno.

## Géographie
L'arrondissement d'Ortelsbourg est situé dans la région de la Galindie, au centre-sud de la Prusse-Orientale, à la frontière avec la Pologne russe ou la Pologne. Il s'étend jusqu'à la crête de la Baltique au nord, comprend la région des lacs d'Allenstein (de) et la lande de Johannisbourg (de) et se fonde dans la plaine de Mazurie au sud. Le paysage est très boisé : avec environ 860 hectares, le grand lac de Schoben est le plus grand lac de la région. Avec l'Omulef (de), la Rosogga (de) et la Szkwa, trois plus grands affluents du Narew touchent l'arrondissement.
L'activité économique est principalement déterminée par l'agriculture et la sylviculture. Au XIXème siècle, un gisement d'ambre de 2 500 km² est exploité à l'est du chef-lieu. L'infrastructure industrielle comprend des briqueteries, des moulins et des scieries. Une usine de briques silico-calcaires est implantée à Passenheim.
En termes de transport, l'arrondissement est desservi par les lignes ferroviaires Allenstein–Ortelsbourg–Johannesbourg (de) et Bischofsbourg–Ortelsbourg–Neidenbourg ainsi que par les routes impériales 128 (de) Königsberg–Ortelsbourg–Pologne et 134 (de) Ortelsbourg–Preußisch Eylau .

## Histoire
Avant la fondation de l’Ordre Teutonique ne pénètre dans la région dans la seconde moitié du XIVe siècle, celle-ci est pratiquement inhabitée et recouverte d'une forêt vierge. Dans le cadre de sa politique de colonisation, l'Ordre fonde de nombreuses localités et, dès 1386, Passenheim est la première à obtenir le droit de cité. En revanche, Ortelsbourg et Willenberg n'obtiennent le statut de ville qu'en 1723. Dans le cadre d'une seconde campagne de colonisation, le prince-électeur brandebourgeois Frédéric-Guillaume Ier ouvre l'Est du futur arrondissement en créant de nombreux nouveaux villages dans le deuxième quart du XVIIe siècle.
Dans le duché de Prusse, le territoire de ce qui deviendra plus tard l'arrondissement d'Ortelsbourg est attribué à l'arrondissement de l'Oberland (de) dans le cadre de sa constitution en 1525. En 1752, le roi de Prusse procède à une réforme des arrondissements par laquelle la région d'Ortelsbourg devient une partie de l'arrondissement de Neidenbourg,
Dans le cadre des réformes administratives prussiennes, l'« Ordonnance pour l'amélioration de l'établissement des autorités provinciales » du 30 avril 1815, il est reconnu la nécessité d'une réforme globale des arrondissements dans toute la Prusse-Orientale, car les arrondissements créés en 1752 se sont révélés inappropriés et trop grands. Le 1er février 1818, un nouveau arrondissement d'Ortelsbourg est formé en séparant les trois villes d'Ortelsbourg, Passenheim et Willenberg avec leurs communes environnantes de l'arrondissement de Neidenburg. Avec une superficie de 1 703 km², c'est l'un des plus grands arrondissements de la province de Prusse, plus tard Prusse-Orientale.
Le nouveau arrondissement comprend les paroisses de Friedrichshof (de), Fürstenwalde (de), Klein Jerutten (de), Kobulten (de), Mensguth (de), Ortelsbourg (de), Passenheim (de), Rheinswein (de), Theerwisch (de), Schöndamerau et Willenberg (de).
Le bureau de l'arrondissement est situé à Ortelsbourg.
À la suite du traité de Versailles de 1919, l'arrondissement d'Ortelsbourg est soumis à un référendum pour savoir s'il devait appartenir à la Prusse-Orientale ou à la Pologne. Le 11 juillet 1920, 48 204 électeurs de l'arrondissement votent pour et 511 contre le reste de la Prusse-Orientale
Le 30 septembre 1929, une réforme territoriale a lieu dans l'arrondissement d'Ortelsbourg, conformément à l'évolution du reste de l'État libre de Prusse, dans laquelle tous les districts de domaine précédents, à l'exception de quatre zones forestières, sont dissous et attribués au communes voisines.
Le 16 juillet 1938, 50 communes de l'arrondissement d'Ortelsbourg sont renommées. Les communes concernées sont par exemple Jablonken (de) (« Wildenau »), Piasutten (de) (« Seenwalde ») et Wawrochen (« Deutschheide »).
Pendant la Seconde Guerre mondiale, l'Armée rouge conquiert la région en janvier 1945 et la place en mars 1945 ainsi que la moitié sud de la Prusse-Orientale sous l'administration de la République populaire de Pologne. Cela soumet le tiers des résidents restés après l'évacuation, la fuite et le transport vers les camps soviétiques à une « vérification », à la suite de laquelle la citoyenneté polonaise doit être assumée. Sur les quelque 70 000 habitants d'arrondissement en 1939, cela est possible pour un peu moins de 14 000. Le sud de la Prusse-Orientale, aujourd'hui polonaise, perd environ 80 pour cent de ses anciens habitants en 1950 à la suite de la fuite et de l'expulsion des Allemands des régions orientales de l'Allemagne.
Aujourd'hui, le powiat de Szczytno comprend toutes les grandes communes de l'ancien arrondissement allemand. Il est affilié à la voïvodie polonaise de Varmie-Mazurie, qui correspond à peu près à la partie sud de la Prusse-Orientale sous administration polonaise.

## Évolution de la démographie
| Année | Habitants | Source |
| ----- | --------- | ------ |
| 1818  | 30 932    | [ 7 ]  |
| 1846  | 48 575    | [ 8 ]  |
| 1871  | 63 159    | [ 9 ]  |
| 1890  | 70 323    | [ 10 ] |
| 1900  | 68 352    | [ 10 ] |
| 1910  | 69 635    | [ 10 ] |
| 1925  | 71 048    | [ 10 ] |
| 1933  | 72 920    | [ 10 ] |
| 1939  | 72 146    | [ 10 ] |

Lors du recensement de 1900, il y a 43,4% des habitants qui parlent le masourien comme langue maternelle. Avec une part de 31,1 pour cent (1900), une minorité de langue polonaise relativement importante vit dans l'arrondissement. Sur les 72 146 habitants en 1939, 85,9 pour cent sont protestants et 12,1 pour cent sont catholiques.

## Politique

### Administrateurs de l'arrondissement
Au cours de ses 128 années d'existence, l'arrondissement n'a eu que sept administrateurs d'arrondissement. Le premier administrateur d'arrondissement Wilhelm von Berg (1818 à 1851) ainsi que Viktor von Poser und Groß-Naedlitz (de) (1914 à 1945) exercent de longues fonctions.
1818–185100Wilhelm von Berg (de)
1851–185200Hermann von Berg-Perscheln (de)
1852–186800Gustav Adolph August von Roebel (de)
1870–000000Max Lilie
1883–189200Hans von Klitzing
1892–189700Hermann Baerecke (de)
1897–191400Paul von Rönne (de)
1914–194500Victor von Poser und Groß-Naedlitz (de)

### Élections
Dans l'Empire allemand, l'arrondissement d'Ortelsbourg et l'arrondissement de Sensburg (de) forment la 7e circonscription du district de Gumbinnen (de)

## Communes
De nombreuses incorporations sont réalisées avant et après la Première Guerre mondiale. Si l'arrondissement compte encore 200 communes et districts de domaine en 1908, il n'en compte plus que 166 en 1931 et 160 communes à partir de 1936. Au 1er janvier 1938, l'arrondissement d'Ortelsbourg comprend trois villes et 157 communes ,:
| - Achodden - Alt Keykuth - Alt Kiwitten (de) - Alt Suchoroß - Alt Werder (de) - Anhaltsberg (de) - Babanten (de) - Baranowen (de) - Bärenbruch - Borken b. Friedrichshof (de) - Borken b. Willenberg (de) - Bottowen (de) - Damerau (de) - Dimmern (de) - Eckwald (de) - Eichthal - Erben (de) - Eschenwalde (de) - Farienen (de) - Finsterdamerau (de) - Flammberg - Freudengrund - Friedrichsfelde (de) - Friedrichshof (de) - Friedrichsthal (de) - Fröhlichswalde (de) - Fürstenwalde (de) - Geislingen (de) - Georgensguth (de) - Gilgenau (de) - Glauch (de) - Gonschorowen (de) | - Grammen (de) - Groß Blumenau (de) - Groß Borken (de) - Groß Dankheim (de) - Groß Jerutten (de) - Groß Lattana (de) - Groß Leschienen (de) - Groß Piwnitz (de) - Groß Schiemanen - Groß Schöndamerau - Groß Spalienen (de) - Grünwalde (de) - Haasenberg (de) - Hamerudau - Hirschthal (de) - Höhenwerder (de) - Jablonken (de) - Jakobswalde (de) - Jellinowen (de) - Jeromin (de) - Kahlfelde (de) - Kallenzin (de) - Kannwiesen (de) - Kaspersguth - Kiparren (de) - Klein Dankheim (de) - Klein Jerutten (de) - Klein Lattana (de) - Klein Leschienen (de) - Klein Ruttken (de) - Klein Schiemanen (de) - Kobbelhals | - Kobulten (de) - Konraden (de) - Krummfuß (de) - Kukukswalde (de) - Kutzburg (de) - Langenwalde (de) - Lehlesken (de) - Lehmanen - Leynau (de) - Liebenberg (de) - Lilienfelde (de) - Lindengrund (de) - Lindenort - Lipniak b. Liebenberg (de) - Lucka (de) - Maldanietz - Malschöwen (de) - Marxöwen - Materschobensee - Mensguth, Dorf (de) - Mensguth, Vorwerk (de) - Michelsdorf (de) - Milucken (de) - Mingfen (de) - Montwitz - Moythienen (de) - Nareythen (de) - Neu Keykuth (de) - Neu Kiwitten (de) - Neu Suchoroß (de) - Neu Werder (de) - Neuenwalde (Ostpr.) (de) | - Ohmswalde (de) - Olschienen - Olschöwken (de) - Ortelsbourg, ville - Parlösen (de) - Passenheim, ville - Paterschobensee - Pfaffendorf (de) - Piassutten (de) - Plohsen - Powalczin (de) - Preußenwalde - Puppen (de) - Radegrund (de) - Radzienen (de) - Rauschken (de) - Rehbruch (de) - Rheinswein (de) - Röblau (de) - Rodefeld - Rogallen (de) - Rohmanen - Rohrdorf - Rudau (de) - Rummy A (de) - Rummy B (de) - Ruttkowen (de) - Saadau (de) - Sabiellen (de) - Saborowen (de) - Samplatten (de) - Scheufelsdorf (de) | - Schobensee (de) - Schodmack - Schrötersau (de) - Schützendorf (de) - Schützengrund (de) - Schwentainen (de) - Schwirgstein (de) - Sczepanken (de) - Seedanzig - Seelonken - Sendrowen (de) - Suchorowitz (de) - Theerwisch (de) - Theerwischwalde (de) - Ulonskofen - Wagenfeld (de) - Waldburg (de) - Waldpusch (de) - Waldrode (de) - Wallen - Waplitz (de) - Wappendorf (de) - Wawrochen - Wehrberg (de) - Weißengrund (de) - Wessolowen (de) - Wilhelmshof (de) - Wilhelmsthal - Willenberg (de), ville - Worfengrund - Wyseggen (de) - Zielonen (de) |

Il y a également quatre districts forestiers inhabités : Johannisburger Heide, Ramucker Heide, Forst Reußwalde et Forst Willenberg.

### Communes dissoutes avant 1945
- Amtsfreiheit Ortelsburg, le 21 septembre 1905 à Ortelsbourg
- Beutnerdorf (de), le 1er juillet 1913 à Ortelsbourg
- Fiugatten, le 25 mars 1901 à Ortelsbourg
- Freudenberg, le 1er octobre 1936 à Seedanzig
- Groß Rauschken (de), le 30 septembre 1928 à Rauschken
- Jankowen, 1894 à Wessolowen
- Klein Piwnitz, le 7 janvier 1907 à Groß Dankheim
- Kokosken, 1894 à Wysockigrund
- Schönwaldau, le 9 mai 1906 à Schwentainen
- Wolka (de), le 1er octobre 1936 à Rohrdorf

## Changements de noms de lieux
En 1938, de nombreuses communes de l'arrondissement d'Ortelsbourg reçoivent de nouveaux noms pour des raisons politiques et idéologiques afin d'éviter que des noms de lieux à consonance étrangère. D'autres sont renommés plus tôt et pour d'autres raisons :
- Achodden → Neuvölklingen (Ostpr.)
- Alt Czayken (de) → Alt Kiwitten (1933)
- Alt Suchoroß → Ostfließ
- Baranowen (de) → Neufließ
- Bialygrund (de) → Weißengrund (1934)
- Borken bei Farienen (de) → Wildheide (Ostpr.)
- Borken bei Willenberg (de) → Borkenheide
- Bottowen (de) → Bottau
- Bystrz (de) → Brücknersmühl
- Czenczel → Rodefeld (1928)
- Damerauwolka (de)→ Damerau
- Gawrzialken → Wilhelmsthal (1928)
- Gonschorowen (de)→ Lichtenstein (Ostpr.)
- Groß Lattana (de) → Großheidenau
- Groß Piwnitz (de) → Großalbrechtsort
- Groß Przesdzienk (de) → Groß Dankheim (1900)
- Groß Spalienen (de) → Neuwiesen
- Jablonken (de) → Wildenau (Ostpr.)
- Jellinowen (de) → Gellen (Ostpr.)
- Jeschonowitz (de) → Eschenwalde (1930)
- Kallenczin (de) → Kallenau
- Kelbassen (de) → Wehrberg (1935)
- Kiparren (de) → Wacholderau
- Klein Lattana (de) → Kleinheidenau
- Klein Przesdzienk (de) → Klein Dankheim (1900)
- Klein Ruttken (de) → Kleinruten
- Kollodzeygrund (de) → Radegrund (1933)
- Kowallik (de) → Waldburg (1928)
- Leynau (de) → Leinau
- Lipniak bei Liebenberg (de) → Friedrichshagen (Ostpr.)
- Lipowitz → Lindenort (1933)
- Lucka (de) → Luckau (Ostpr.)
- Lysack (de) → Kahlfelde (1933)
- Maldanietz → Maldanen
- Marxöwen → Markshöfen
- Moythienen (de) → Moithienen
- Neu Czayken (de) → Neu Kiwitten (1933)
- Neu Suchoroß (de) → Auerswalde (Ostpr.)
- Nowojowitz (de) → Neuenwalde (Ostpr.) (1934)
- Olschienen → Ebendorf (Ostpr.)
- Olschöwken (de) → Kornau (Ostpr.)
- Opalenietz → Flammberg (1904)
- Parlösenwolka (de) → Parlösen (1928)
- Piassutten (de) → Seenwalde
- Powalczin (de) → Schönhöhe (Ostpr.)
- Prussowborrek → Preußenwalde (1932)
- Radostowen (de) → Rehbruch (1936)
- Radzienen (de) → Hügelwalde
- Rocklaß (de) → Eckwald (1933)
- Rogallen (de) → Rogenau
- Rudzisken (de) → Rudau (1928)
- Rummy A (de) → Rummau Ost
- Rummy B (de) → Rummau West
- Ruttkowen (de) → Ruttkau
- Sabiellen (de) → Hellengrund
- Saborowen (de) → Heideberg
- Schodmack → Wiesendorf
- Schwentainen (de) → Altkirchen (Ostpr.)
- Sczepanken (de) → Stauchwitz
- Sendrowen (de) → Treudorf
- Suchorowitz (de) → Deutschwalde (Ostpr.)
- Theerwischwolka (de) → Waldrode (1928)
- Theerwischwolla (de) → Theerwischwalde (1933)
- Trzianken → Rohrdorf (1877)
- Ulonskofen → Schobendorf
- Wawrochen → Deutschheide
- Wessolowen (de) → Fröhlichshof
- Wessolygrund → Freudengrund (1933)
- Willamowen (de) → Wilhelmshof (1932)
- Wujaken (de) → Ohmswalde (1934)
- Wyseggen (de) → Gründlanden
- Wysockigrund (de) → Lindengrund (1932)
- Wystemp (de) → Höhenwerder (1934)
- Zawoyken (de) → Lilienfelde (1934)
- Zielonen (de) → Grünflur
- Zielonken → Seelonken (1912) → Ulrichssee
- Zielonygrund (de) → Schützengrund (1933)
- Zimnawodda (de) → Hirschthal (1933)

## Personnalités liées à l'arrondissement
- Georg Schickert (1860-1926), homme politique né à Willenberg (de).
- Victor von Poser und Groß-Naedlitz (de) (1880-1957), administrateur de l'arrondissement d'Ortelsbourg 1915-1945
- Gustav Großmann (de) (1893-1973), psychologue allemand et auteur
- Curt Siewert (1899-1983), général né à Ratzeburg (en)

### Littérature généalogique
- Heinz Rayzik, Bernhard Maxin, G. Jasinski, Bernd Blaudow, Kreisblätter Ortelsburg 1842–1922 (= Schriften der Genealogischen Arbeitsgemeinschaft Neidenburg und Ortelsburg, Nr. 12). Selbstverlag, Seeheim-Malchen, 1996.
- Michael Bulitta, Martin Jend, Marc Plessa, Kirchspiel Passenheim: Geburten, Heiraten, Tote nach Bescheinigungen der Standesämter Passenheim und Passenheim-Land 1878–1945 (= Schriften der Genealogischen Arbeitsgemeinschaft Neidenburg und Ortelsburg, Nr. 12). Historische Einwohner-Verzeichnisse (HEV) für das ehemalige Südostpreußen, Selbstverlag, Bonn, 2005.
- Martin Jend, Michael Bulitta, Marc Plessa, Kirchspiel Friedrichshof im Kreis Ortelsburg, Die Familien und ihre Kinder im 19. Jahrhundert. Band I–III (= Schriften der Genealogischen Arbeitsgemeinschaft Neidenburg und Ortelsburg, Nr. 13). Historische Einwohner-Verzeichnisse (HEV) für das ehemalige Südostpreußen, Selbstverlag, Bornheim, 2006.
- Martin Jend, Wilfried Monka, Kirchspiel Ortelsburg und Ortelsburg-Land. Die Familien und ihre Kinder im 19. Jahrhundert. Band I–III (= Schriften der Genealogischen Arbeitsgemeinschaft Neidenburg und Ortelsburg, Nr. 15). Historische Einwohner-Verzeichnisse (HEV) für das ehemalige Südostpreußen, Selbstverlag, Bornheim, 2007.
- Werner Pachollek, Martin Jend, Reinhard Kayss, Bernhard Maxin, Marc Plessa, Amt/Kirchspiel Willenberg – Orte, Wohnplätze und ihre Einwohner 1579–1945, Volume I–III (= Schriften der Genealogischen Arbeitsgemeinschaft Neidenburg und Ortelsburg, Nr. 21). Historische Einwohner-Verzeichnisse (HEV) für das ehemalige Südostpreußen. Selbstverlag, Bornheim, 2010.
- Martin Jend, Marc Plessa, Das Kirchspiel Jerutten. Die Familien und ihre Kinder (= Schriften der Genealogischen Arbeitsgemeinschaft Neidenburg und Ortelsburg, Nr. 24). Historische Einwohnerverzeichnisse (HEV) für das ehemalige Südostpreußen. Selbstverlag der GeAGNO, Bornheim/Rheinland, 2011.
- Marc Plessa, Michael Bulitta, Martin Jend, Das Kirchspiel Passenheim im Kreis Ortelsburg (= Schriften der Genealogischen Arbeitsgemeinschaft Neidenburg und Ortelsburg, Nr. 31). Historische Einwohner-Verzeichnisse (HEV) für das ehemalige Südostpreußen. Selbstverlag, Coblence/Bornheim, 2017.
- Michael Bulitta, Martin Jend, Marc Plessa, Das Tauf-, Heirats- und Sterberegister der katholischen Kirche zu Kobulten im Landkreis Ortelsburg in den Jahren 1894 bis 1945 (= Schriften der Genealogischen Arbeitsgemeinschaft Neidenburg und Ortelsburg, Nr. 32). Historische Einwohner-Verzeichnisse (HEV) für das ehemalige Südostpreußen. 2016.
- Michael Bulitta, Dietmar Falk. Historische Einwohner-Verzeichnisse (HEV) für das ehemalige Südostpreußen – Einwohnerbuch der ehemaligen Gemeinde Rauschken/Kr. Ortelsburg. Nr. 38 der Schriften der Genealogischen Arbeitsgemeinschaft Neidenburg Ortelsburg, Bonn, 2023.